# Obeidi (cépage)
L'Obeidi est un cépage à double fins (table et cuve). Il est essentiellement cultivé au Liban où il est vinifié puis distillé.

## Sources
- Pierre Galet, Dictionnaire encyclopédique des cépages et de leurs synonymes, Paris, Libre et Solidaire, 2018, 1200 p. (ISBN 9782847300369), p. 794.